# Agustín Millares Carlo
Agustín Millares Carlo (Las Palmas de Gran Canaria, 10 d'agost de 1893 - 8 de febrer de 1980) va ser un paleògraf, bibliògraf i acadèmic canari.

## Biografia

### Primers anys
Era fill d'Agustín Millares Cubas i Dolores Carló Medina i va ser el tercer d'una família de sis germans. El seu pare i el seu oncle, Agustín y Luis Millares Cubas, conguts com els germans Millares –dramaturgs i narradors integrats en el modernisme canari junt amb Alonso Quesada i Tomás Morales–, i germà del poeta posmodernista Juan Millares Carlo. El seu pare i el contacte amb l'Archivo de Protocolos de Las Palmas determinaren la seva vocació arxivística i paleogràfica.
Va començar els seus estudis en el Col·legi de la Sagrada Família de la seva ciutat natal, posteriorment va passar a l'escola de les Germanes de la Caritat i finalment al Col·legi San Agustín, on l'any 1909 va obtenir el títol de batxiller. Viatja a la Península i es matricula en la Universitat Central de Madrid a les Facultats de Dret i Filosofia i Lletres. Al principi compagina ambdues carreres, però finalment només obté el títol de Llicenciat en Filosofia i Lletres l'any 1913. Comença llavors la seva carrera docent com a professor auxiliar. A l'any següent es doctora amb la seva tesi Documentos pontificios en papiro de Archivos Catalanes.
El 1915 va guanyar per oposició la Càtedra de llatí en l'Ateneo de Madrid. A l'any següent és nomenat catedràtic de Llatí en l'Institut General i Tècnic de Las Palmas de Gran Canaria.
El 1921 va prendre possessió de la Càtedra de la Universitat de Granada i el 1923 va obtenir la plaça de Conservador per a l'Arxiu de l'Ajuntament de Madrid. Un any després va ser nomenat director de l'Institut de Filologia de Buenos Aires.
El 1926 va obtenir la Càtedra de Paleografia de la Universitat Central de Madrid, càrrec que va compartir fins a 1936 amb la docència de Llengua Llatina.
La seva amistat i afinitat política amb ateneïstes com Isidoro Vergara, Manuel Azaña, Augusto Barcia, Manuel Martínez Risco i Honorato de Castro el van portar a afiliar-se al partit Acció Republicana, (Izquierda Republicana des de 1934), on també hi militaven escriptors com Antonio Machado, Félix Urabayen o Luis Bello Trompeta.
A les eleccions generals espanyoles de 1931 i 1933, es presentà com a candidat a diputat a Corts per Acción Republicana per la província de Las Palmas, encara que no deixa en segon pla la seva labor investigadora. Així el 1931 es va conèixer la seva Contribución al “Corpus” de Códices visigóticos i el 1932 va sortir a la llum l'obra premiada per la Biblioteca Nacional, Ensayo de una bio-bibliografía de escritores naturales de las Islas Canarias. (Siglos XVI, XVII y XVIII), sota el segell de la Tipografía de Archivos.
El 1934 va ser nomenat Acadèmic de la Reial Acadèmia de la Història. El seu discurs de presentació va versar sobre els Códices de la Catedral de Toledo. El 1936 va ocupar el càrrec de Secretari de la Facultat de Filosofia i Lletres.

### Guerra i exili
A causa de la Guerra Civil espanyola es va traslladar a França, fixant la seva residència a Hendaia. El 1938 es va traslladar a Mèxic com a vicecònsol. Allí tractarà de manejar entre altres la ingent quantitat de republicans que s'exilien i l'assumpte dels nens de Morelia com a vocal del CTARE. En acabar la guerra civil el govern franquista el va destituir.
Des de 1939 fins a 1958 va impartir classes de Paleografia i Llengua i Literatura Llatines en la Universitat Nacional Autònoma de Mèxic, compaginant-les amb l'edició de llibres. El 1959 es va traslladar a Veneçuela on hi va romandre fins a 1974 impartint classes en la Universitat de Zulia. Durant aquest temps, l'any 1963, va ser reposat en la seva Càtedra de Paleografia de la Universitat Complutense de Madrid. Aquest mateix any va ser nomenat Acadèmic Corresponent de l'Acadèmia Nacional de la Història de Veneçuela. El 1965 va ser nomenat Doctor Honoris causa per la Universitat de Zulia i el 1974 va rebre la condecoració de l'Orde de Francisco de Miranda (una de les majors distincions oficials de Veneçuela).
La seva labor també va ser reconeguda a la seva terra, distingint-se-li el 1970 amb el títol de Fill Predilecte de la ciutat de Las Palmas de Gran Canaria. El 1976 va ser investit "Doctor honoris causa" per la Universitat de La Laguna (Tenerife).
A la mort de Francisco Franco el 1975, torna definitivament a la seva ciutat natal on serà docent de Paleografia i Diplomàtica en el Centre Associat de Las Palmas de la Universitat Nacional d'Educació a Distància (UNED) des de 1978 fins a la seva defunció el 1980.

## Obres publicades (selecció)
- Millares Carlo, Agustín. Paleografía española: Ensayo de una historia de la escritura en España desde el siglo VIII al XVII.  Editorial Labor, 1929.
- Millares Carlo, Agustín. Contribucion al "Corpus" de codices visigóticos. - Madrid 1931. 281 S., XLVIII Taf. 8°.  Madrid: Universidad de Madrid, 1931.
- Millares Carlo, Agustín. Nuevos Estudios De Paleografia Espanola.  La Casa de España en México, 1941.
- Millares Carlo, Agustín; Centro de Historia del Estado Zulia. Archivo del Concejo de Maracaibo: expedientes diversos I-II.  Energía Eléctrica de Venezuela, 1968.
- Millares Carlo, Agustín. La imprenta y el periodismo en Venezuela.  Monte Ávila, 1969.
- Millares Carlo, Agustín. Introducción a la historia del libro y de las bibliotecas.  México: Fondo de Cultura Económica, 1971.
- Millares Carlo, Agustín. Consideraciones sobre la escritura visigótica cursiva.  Centro de Estudios e Investigación San Isidoro, Archivo Histórico Diocesano, 1973.
- Millares Carlo, Agustín. Andrés Bello: ensayo bibliográfico.  Editorial Universitaria, 1973.
- Millares Carlo, Agustín. Álbum de paleografía hispanoamericana de los siglos XVI y XVII. Volumen 2.  El Albir, 1975.
- Millares Carlo, Agustín. Biobibliografía de escritores canarios (siglos XVI, XVII y XVIII).  Las Palmas de Gran Canaria: El Museo Canario: Cabildo Insular de Gran Canaria, 1975-1993.
- Millares Carlo, Agustín. Historia de la literatura latina. Volumen 33.  Fondo de Cultura Económica, 1976. ISBN 9789681607449.
- Millares Carlo, Agustín. Maracaibo y la independencia de Venezuela (1810-1812): documentos. Volume 23.  Archivo General de la Nación, 1977.